# Samanea
Samanea es un género de  árboles perteneciente a la familia de las fabáceas. Comprende 28 especies descritas y de estas, solo 5 aceptadas.

## Taxonomía
El género fue descrito por (Benth.) Merr. y publicado en Journal of the Washington Academy of Sciences 6(2): 46. 1916.

## Especies aceptadas

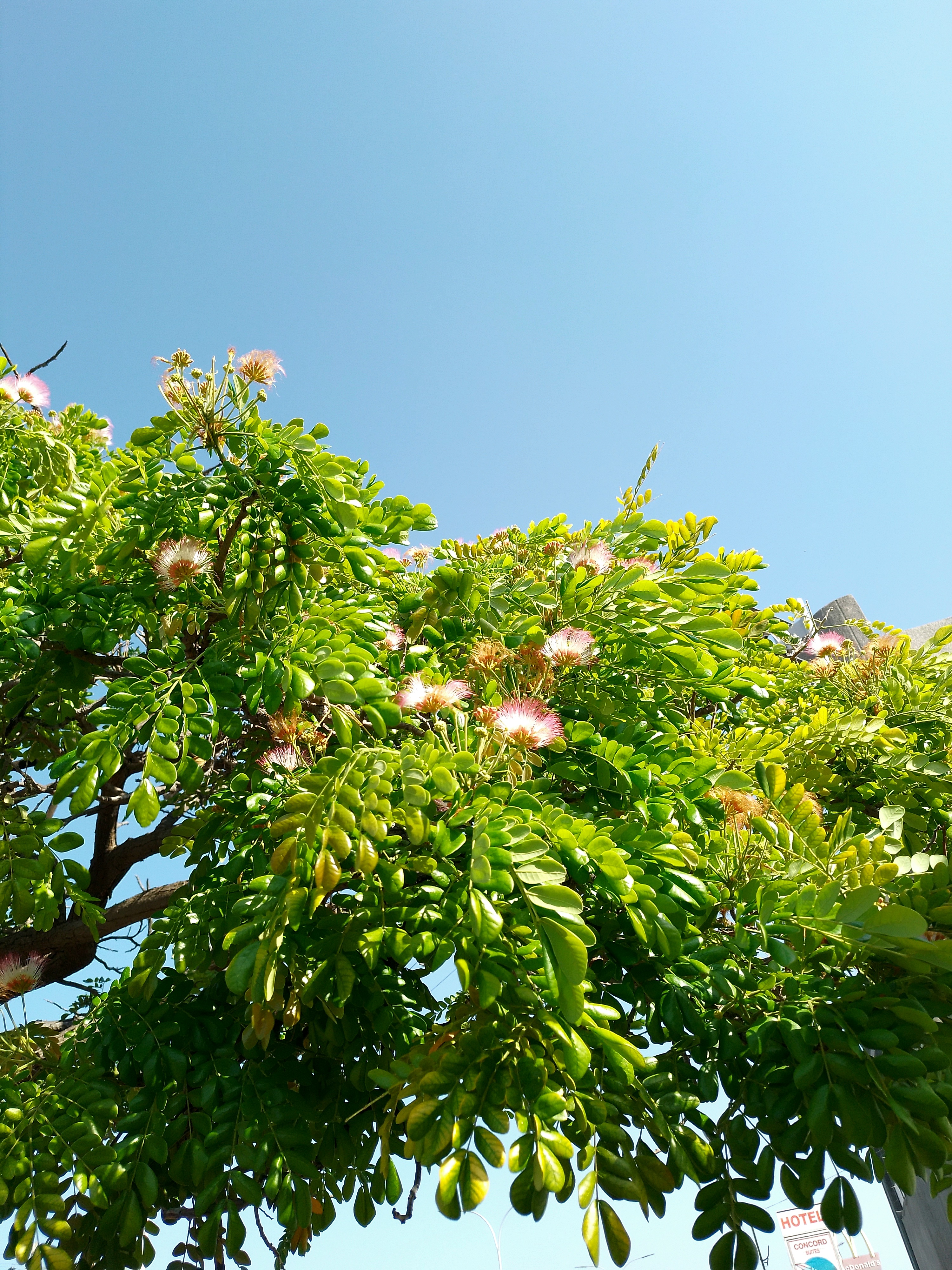

A continuación se brinda un listado de las especies del género Samanea aceptadas hasta agosto de 2012, ordenadas alfabéticamente. Para cada una se indica el nombre binomial seguido del autor, abreviado según las convenciones y usos.
- Samanea dinklagei (Harms) Keay
- Samanea guineensis (G.C.C.Gilbert & Boutique) Bren
- Samanea inopinata (Harms) Barneby & J.W.Grimes
- Samanea leptophylla (Harms) Brenan & Brummitt
- Samanea tubulosa (Benth.) Barneby & J.W.Grimes